# À la vitesse de la lumière
À la vitesse de la lumière (La velocidad de la luz) est un roman autofictionnel de l'écrivain espagnol Javier Cercas, paru en 2005 dans sa version originale. Il raconte l'ascension et la déchéance d'un écrivain.

## Présentation

### Résumé
Un jeune Espagnol, aspirant à devenir écrivain, obtient un poste d'assistant à l'université d'Urbana dans l’Illinois. Il se lie rapidement d'amitié avec son collègue de bureau, Rodney Falk, un vétéran de la guerre du Vietnam. Les deux hommes partagent de longues conversations autour de la littérature et de l'écriture, jusqu'au jour où Rodney disparaît. L'Espagnol part alors à sa recherche et rencontre le père de l'ancien soldat, qui lui raconte l'histoire de ses fils. Il va progressivement reconstituer l'horreur vécue par son ami, avant de rentrer en Espagne où il tentera sans succès de mettre par écrit la vie de Rodney. Quelque temps plus tard, il se marie et voit l'un de ses romans devenir un best-seller. Mais la gloire rend le jeune écrivain orgueilleux et méprisant, il se laisse entraîner dans la décadence et l'alcoolisme. Lorsqu'un accident de voiture provoque la mort de sa femme et de son enfant, il décide de retourner aux États-Unis pour reconstruire sa vie. Là, il apprend le suicide de Rodney, mais découvre aussi des documents qui lui permettront de mener à bien son projet littéraire.
Comme dans Les soldats de Salamine écrit quatre ans plus tôt, Cercas aborde le thème de la guerre, sous l'angle de l'histoire, de l'horreur et de l'héroïsme.
Le récit se déroule sur plusieurs années, durant lesquelles le narrateur voyage entre les États-Unis et l'Espagne.

### Personnages principaux
Le narrateur, anonyme, partage de nombreux traits avec l'auteur, Javier Cercas. Il est originaire de Gérone, a étudié la littérature à l'Université de Barcelone, a travaillé à l'Université d'Illinois, avant de publier plusieurs romans. Mais « Javier Cercas ne manque pas de fictionnaliser sa trajectoire, et construit son personnage d'écrivain en faisant appel à la tradition littéraire ».
Rodney Falk est un vétéran de la guerre du Vietnam. Il est décrit comme extravagant, solitaire et trotskiste. Il est éprouvé par le poids de son passé, mais dispose d'une immense culture et d'une grande sensibilité. 

### Procédés narratifs
Le narrateur s'exprime à la première personne du singulier.
Le roman est divisé en quatre parties : « Tous les chemins », « Des bandes et des étoiles », « La porte en pierre » et « L'algèbre des morts ».

## Analyse

### Autofiction et métafiction
Javier Cercas entrecroise réalité et fiction avec ce roman d'inspiration autobiographique mêlant des péripéties romanesques. Dans cette autofiction, l'auteur et le narrateur-personnage tendent souvent à se confondre. Mais contrairement au héros, Cercas affirme avoir vécu son succès de manière paisible après la parution des Soldats de Salamine, et sa rencontre avec un vétéran semblable à Rodney Falk n'a pas été avérée.
Ce roman possède également une dimension métafictionnelle, puisque l'auteur en fait un lieu de réflexion sur l'écriture et la fiction. Il réactualise deux images mythiques de l'écrivain : l'artiste bohème au début du roman et l'écrivain maudit dans la troisième partie. Mais plus encore, il donne à lire l'histoire en train de se créer : le récit de la vie de Rodney. Le roman s'achève sur une discussion entre le narrateur et un de ses amis qui lui demande comment finit son livre : « Il finit comme ça.».